# Accademia navale superiore dell'Azerbaigian
L'Accademia navale superiore dell'Azerbaigian (in azero Azərbaycan Ali Hərbi Dənizçilik Məktəbi) è stato un istituto di formazione militare delle Forze navali sovietiche e, in seguito, dell'Azerbaigian, con sede nella capitale, Baku.
Durante il periodo sovietico, l'istituto era conosciuto come la Scuola navale superiore del Caspio S. M. Kirov (in russo Каспийское высшее военно-морское Краснознамённое училище имени С. М. Кирова?)

## Storia
L'istituto è stato fondato il 6 dicembre 1939. Nel 1940, lo status della scuola fu migliorato e trasferito alla categoria degli istituti di istruzione navale superiore. Con la risoluzione del Consiglio dei commissari del popolo dell'URSS n. 963 e l'ordinanza del commissario del popolo della Marina Nikolaj Kuznecov n. 294 del 5 giugno 1940, l'istituto ottenne il nome di "Scuola navale superiore del Caspio".
Nel 1954 la scuola è stata intitolata al rivoluzionario sovietico Sergej Mironovič Kirov.
Con il crollo dell'URSS, nel 1992, la scuola venne trasferita sotto la giurisdizione dell'Azerbaigian indipendente, venendo rinominata Scuola Militare Superiore di Baku per poi, nel 2001, ottenere il nome odierno.
Dal 2010, i cadetti delle forze navali kazake hanno fatte parte di esercitazioni all'accademia, specializzandosi in armi navali.
Con il decreto presidenziale, insieme all'Accademia superiore di aviazione, la scuola è stata abolita il 24 dicembre 2015 e le sue funzioni sono state trasferite all'Accademia militare superiore azera Heydər Əliyev. Secondo esperti militari indipendenti, la decisione di dismettere l'accademia militare è da interpretare come una misura volta a ottimizzare l'utilizzo dei fondi statali.

## Comandanti dell'Accademia

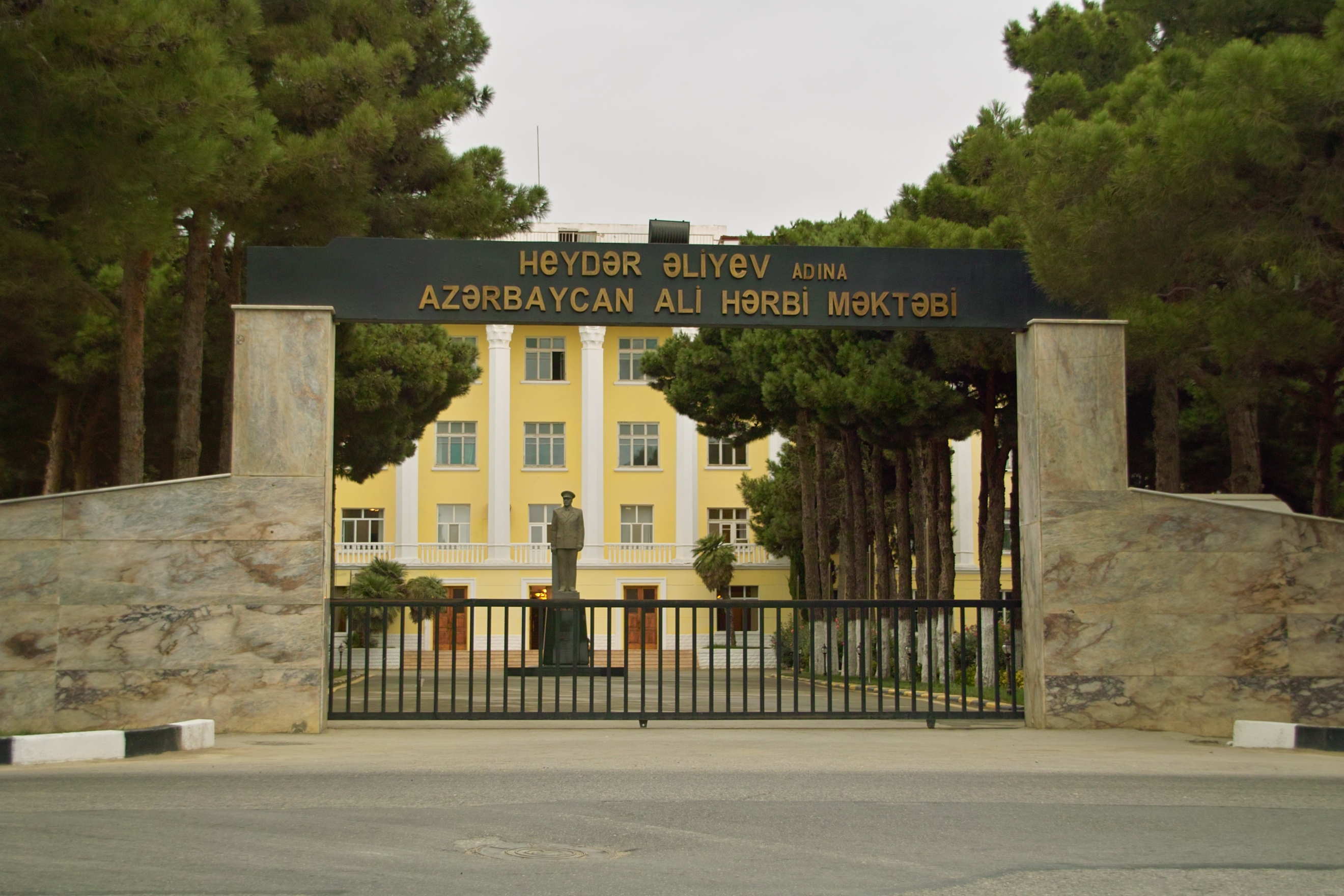
Cancelli d'ingresso dell'Accademia navale

### Unione Sovietica
- Komdiv Georgij Buričenkov (1939 - 1940)[3]
- Capitano di 1ª Classe Konstantin Sukhiashvili (1940 - 1941)
- Contrammiraglio Nikolaj Zujkov (1941 - 1942)
- Contrammiraglio Konstantin Sukhiashvili (1942 - 1944)
- Contrammiraglio Ivan Golubev-Monatkin (1944 - 1949)
- Contrammiraglio Aleksandr Vanifatev (1949 - 1951)
- Contrammiraglio Semën Ramishvili (1951 - 1961)
- Contrammiraglio Nikolaj Drozdov (1961 - 1963)
- Contrammiraglio Fëdor Akimov (1963 - 1966)
- Contrammiraglio Georgij Timčenko (1967 - 1970)
- Viceammiraglio Georgij Stepanov (1970 - 1974)
- Contrammiraglio Evgenij Glebov (1974 - 1975)
- Viceammiraglio Vasilij Archipov (1975 - 1985)
- Contrammiraglio Albert Akatov (1985 - 1987)
- Viceammiraglio Leonid Ždanov (1987 - 1992)

### Repubblica dell'Azerbaigian
- Contrammiraglio Eduard Hüseynov (1992 - 1993)
- Capitano di 1ª Classe Can-Mirzə Mirzəyev (1993 - 1995)
- Capitano di 1ª Classe Nurulla Əliyev (1995 - 2010)
- Capitano di 1ª Classe Fikrət Məlikov (2010 - 2015)

## Alunni illustri
Venti laureati dell'istituto di formazione militare sono stati onorati con il più alto riconoscimento dell'URSS ovvero l'Eroe dell'Unione Sovietica, e più di cento sono stati nominati ammiragli o generali durante la loro carriera.
Gli studenti di particolare rilievo comprendono:
- Vasilij Archipov (1926 - 1998), viceammiraglio sovietico, ex comandante dell'istituto
- Eduard Baltin (1936 - 2008), ammiraglio russo, ex comandante della Flotta del Mar Nero
- Georgij Gurinov (1939 - 2012), ammiraglio russo, ex comandante della Flotta del Pacifico
- Oleg Erofeev (1940 - 2022), ammiraglio russo, ex comandante della Flotta del Nord
- Anatolij Lipinskij (1959), contrammiraglio russo
- Həmid Qasımbəyov (1923 - 2005), viceammiraglio sovietico, ex comandante della Flottiglia del Caspio
- Vladimir Černavin (1928 - 2023), ammiraglio russo, ultimo comandante in capo della Marina Sovietica
- Aleksandr Turilin (1961), contrammiraglio russo, ex comandante della Flotta del Mar Nero
- Sergej Menjajlo (1960), viceammiraglio russo, ex vicecomandante della Flotta del Mar Nero e Capo dell'Ossezia del Nord
- Vaġaršak Harutyunyan (1956), tenente generale armeno, ex ministro della difesa dell'Armenia